# Communauté de communes du Pays d’Olima et du Val d’Avière
Die Communauté de communes du Pays d’Olima et du Val d’Avière war ein kommunaler Zusammenschluss von elf Gemeinden in der geografischem Mitte des Départements Vosges in Lothringen.
Der Kommunalverband hatte 12.009 Einwohner (2007) auf 103,51 km², was einer Bevölkerungsdichte von 116 Einwohnern/km² entsprach. Sitz des Verbandes war die Gemeinde Les Forges.
Der Name des Verbandes deutet auf die geografische Lage der vier Ursprungsmitglieder im Gebiet um den Mosel-Zufluss Ruisseau d’Olima und das Tal der Avière hin. Die Ausdehnung des Gemeindeverbandes reichte von der westlichen Stadtgrenze Épinals bis über die Wasserscheide Nordsee-Mittelmeer. Touristische Anziehungspunkte im Gebiet sind der Canal des Vosges und der Stausee Bouzey.
Der Kommunalverband entstand am 31. Dezember 1997 aus den vier Gemeinden Les Forges, Chantraine, Sanchey und Domèvre-sur-Avière. Am 11. Dezember 1998 kam die Gemeinde Renauvoid hinzu, am 1. Januar 2004 folgte die Gemeinde Chaumousey. Mit den fünf Gemeinden Fomerey, Darnieulles, Uxegney, Dommartin-aux-Bois und Girancourt wurde der Verband am 1. Januar 2005 komplettiert. Am 1. Januar 2012 ging die Communauté de communes du Pays d’Olima et du Val d’Avière im neuen Kommunalverband Agglomération d’Épinal auf, die Gemeinde Dommartin-aux-Bois wechselte in den Verband Secteur de Dompaire.

## Ehemalige Mitgliedsgemeinden
| - Chantraine - Chaumousey - Darnieulles - Domèvre-sur-Avière | - Dommartin-aux-Bois - Fomerey - Girancourt - Les Forges | - Renauvoid - Sanchey - Uxegney |